# Obed Mlotsa
Obed 'Foreman Power' Mlotsa – suazyjski trener piłkarski.

## Kariera trenerska
Od maja do listopada 2011 prowadził narodową reprezentację Suazi.